# St Kilda Football Club
St Kilda Football Club, apodados the Saints, es un equipo de fútbol australiano profesional, que juega en la Australian Football League. Su sede se encuentra en el suburbio de St Kilda en la ciudad de Melbourne, y juega en el Marvel Stadium.
St Kilda es uno de los ocho clubes que crearon la Victorian Football League en 1897. A pesar de ello, solo han ganado un campeonato, en el año 1966.

## Historia
El equipo de fútbol de St Kilda se creó en 1873, formado por varios elementos procedentes de otros equipos menores de la zona. Ingresó en la VFA por primera vez en 1877, y más tarde se sumaría a la Victorian Football League como miembro fundador en 1897. Sus primeros años en la competición no fueron exitosos, llegando a acumular récords negativos como la menor anotación de la historia de la liga (162-1 frente a Geelong), y no fue hasta 1907 cuando se clasificaron para las fases finales de un campeonato. Su primera final la jugó en 1913 con derrota ante Fitzroy Lions.
Aunque en los siguientes años sus resultados mejoraron sensiblemente, el equipo nunca terminaba sus temporadas con un título, siendo ejemplo de ello su derrota en la final de 1965. Finalmente, en 1966 consigue llegar hasta la gran final y venció a Collingwood por un ajustado 74-73. Este fue el primer título en la historia de la franquicia. Aunque el bloque se mantuvo durante unos años fuerte en la competición, los Saints no volvieron a ganar otra cosa que trofeos menores. Su última final fue en 1997, con derrota ante Adelaide Crows.
En 2009 St Kilda cosechó una racha de 19 victorias consecutivas en la liga regular. Pero a pesar de ser el equipo más regular, no pudo ganar la Gran Final ante Geelong Cats. En la temporada siguiente, el club perdió de nuevo en la final frente a Collingwood.

## Estadio
St Kilda juega sus partidos como local en Marvel Stadium, con capacidad para 56.000 personas. Posee también una instalación llamada Moorabbin Oval, con capacidad para 26 000 espectadores.

## Palmarés
- VFL/AFL: 1 (1966)
- Liga regular: 3 (1965, 1997, 2009)